# Porphyrinia minuta
Porphyrinia minuta är en fjärilsart som beskrevs av Jacob Hübner 1818. Porphyrinia minuta ingår i släktet Porphyrinia och familjen nattflyn. Inga underarter finns listade i Catalogue of Life.